# زد زن برزنجیر
زد زن برزنجیر یک ستاره است که در صورت فلکی آندرومدا قرار دارد.